# گودرز یکم

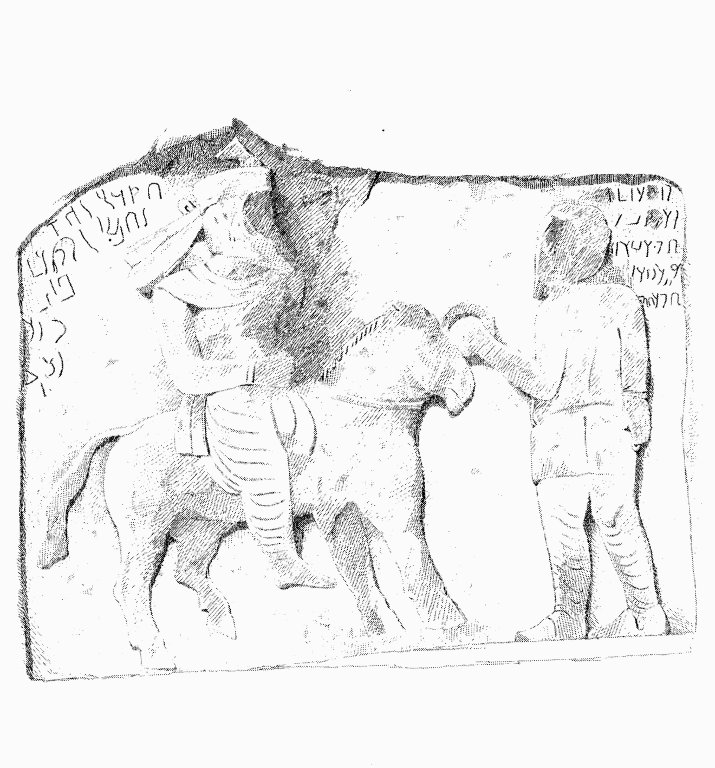
طرحی از نقش برجسته گودرزی شاه در سرپل ذهاب که توسط پاسکال کوست در سال ۱۸۴۰ م کشیده شده‌است.

گودرزی یکم (اشک نهم) (به لاتین: Gotarzes I، پارتی: 𐭂𐭅𐭕𐭓𐭆) شاهزاده‌ای اشکانی بود که در زمان پادشاهی مهرداد دوم در بابل قیام کرد و پس از مرگ مهرداد برای مدت کوتاهی به شاهی رسید. ارد یکم او را از حکومت برانداخت ولی زمان پادشاهی او نیز کوتاه بود.